# ستارا تشرونا وودا
ستارا تشرونا وودا (به لاتین: Stará Červená Voda) یک منطقهٔ مسکونی در جمهوری چک است که در ناحیه یسنیک واقع شده‌است. ستارا تشرونا وودا ۳۶٫۶۷ کیلومتر مربع مساحت و ۶۸۷ نفر جمعیت دارد و ۳۰۴ متر بالاتر از سطح دریا واقع شده‌است.